# シャーリー・フライ
シャーリー・フライ（Shirley Fry, 1927年6月30日 - 2021年7月13日）は、アメリカ・オハイオ州アクロン出身の女子テニス選手。女子テニス界で、史上3人目の「キャリア・グランドスラム」を達成した選手である。フライと同世代のアメリカ人女子選手には、女子テニス史上最初の「年間グランドスラム」を達成したモーリーン・コノリーや、女子シングルス・女子ダブルス・混合ダブルスの3部門すべてに「キャリア・グランドスラム」を達成したドリス・ハートなどの強豪選手がいたため、フライ自身の優勝回数は比較的少ない。しかし、すべての4大大会で女子シングルスに1勝ずつを挙げ、女子ダブルスではハートとのペアで数多くの優勝を達成した。フルネームは Shirley June Fry Irvin （シャーリー・ジューン・フライ・アービン）という。

## 来歴
シャーリー・フライとドリス・ハートは、1949年の全米選手権からダブルスでペアを組むようになった。当時の全米選手権では、1942年から1950年までマーガレット・オズボーンとルイーズ・ブラフの組が女子ダブルス部門に「9連覇」中であった。その間、ハートはポーリーン・ベッツ、パトリシア・トッドと組んで5度の準優勝に止まっていたが、彼女が3人目のパートナーとして選んだ選手が2歳年下のフライであった。2人は1949年と1950年の2年連続で、オズボーン＆ブラフ組に敗れて準優勝になったが、1951年から1954年まで全米選手権の女子ダブルスで4連覇を達成した。フライとハートのペアは、ウィンブルドン選手権でも1951年から1953年まで女子ダブルス3連覇を達成する。
ハートとのダブルスが開花し始めた1951年、フライは全仏選手権で4大大会の女子シングルスに初優勝を飾り、決勝でハートを 6-3, 3-6, 6-3 で破って優勝した。この後に続くウィンブルドン選手権と全米選手権で、フライは3大会連続で女子シングルス決勝に進出したが、ウィンブルドンではハートに、全米選手権では当時17歳のモーリーン・コノリーに敗れて準優勝に終わった。この後、フライはシングルスでコノリーやハートになかなか勝てなくなる低迷期に入ってしまう。
やがて時が流れ、1953年に19歳で女子テニス史上初の「年間グランドスラム」を達成したコノリーは、1954年全米選手権の開幕直前に起きた落馬事故で選手生命を絶たれてしまう。1954年の全米選手権優勝により、4大大会の女子シングルスで「キャリア・グランドスラム」を達成したハートも、1955年のシーズンを最後にアマチュア・テニス界から退いた。その後、1956年にシャーリー・フライはウィンブルドン選手権と全米選手権で女子シングルス初優勝を飾り、両方の大会で5年前の雪辱を果たした。とりわけ、1956年の全米選手権では彼女にとって「16度目、最後の全米挑戦」で黒人選手のアリシア・ギブソンを 6-3, 6-4 で破っている。翌1957年、年頭の全豪選手権で女子シングルス・女子ダブルスの単複2冠を獲得し、こうしてフライの「キャリア・グランドスラム」が完成した。
全豪選手権での宿願達成を最後に、フライは競技テニスから引退し、広告代理店の幹部であったカール・アービン（Karl Irvin）と結婚した。1970年に国際テニス殿堂入りを果たし、その後はコネチカット州ハートフォードに在住していた。アービンとの間には4人の子供と、12人の孫に恵まれた。
2021年7月13日、フロリダ州ネイプルズにて死去。94歳没。

## 4大大会優勝
- 全豪選手権　女子シングルス：1勝（1957年）／女子ダブルス：1勝（1957年）
- 全仏選手権　女子シングルス：1勝（1951年）／女子ダブルス：4勝（1950年-1953年）
- ウィンブルドン選手権　女子シングルス：1勝（1956年）／女子ダブルス：3勝（1951年-1953年）／混合ダブルス：1勝（1956年）
- 全米選手権　女子シングルス：1勝（1956年）／女子ダブルス：4勝（1951年-1954年）